# Älvsborg
La fortezza di Älvsborg fu costruita tra il 1300 ed il 1600 e costituiva un importante sistema di fortificazioni alla foce del Göta älv.
Il forte fu costruito sulla sponda sud del fiume, poco più ad ovest sorse la città di Göteborg. Oggi del castello rimangono solamente delle rovine, soprattutto della parte rinascimentale, mentre la parte medievale è andata persa per sempre.

## XIV secolo
Originariamente il castello venne costruito in legno.

## XVII secolo
Durante la guerra di Kalmar, i danesi conquistarono nuovamente la fortezza. Conquistarono da prima la collina True e da lì bombardarono la fortezza con palle di cannone fino a quando gli svedesi non si arresero. Il riscatto per la fortezza venne fissato durante le contrattazioni del trattato di Knäred nel 1613 e fu fissato in un milione di Riksdaler (monete d'argento) da pagare in 4 rate nell'arco di 6 anni, durante tutto il periodo la fortezza rimase sotto controllo danese.

## Oggi

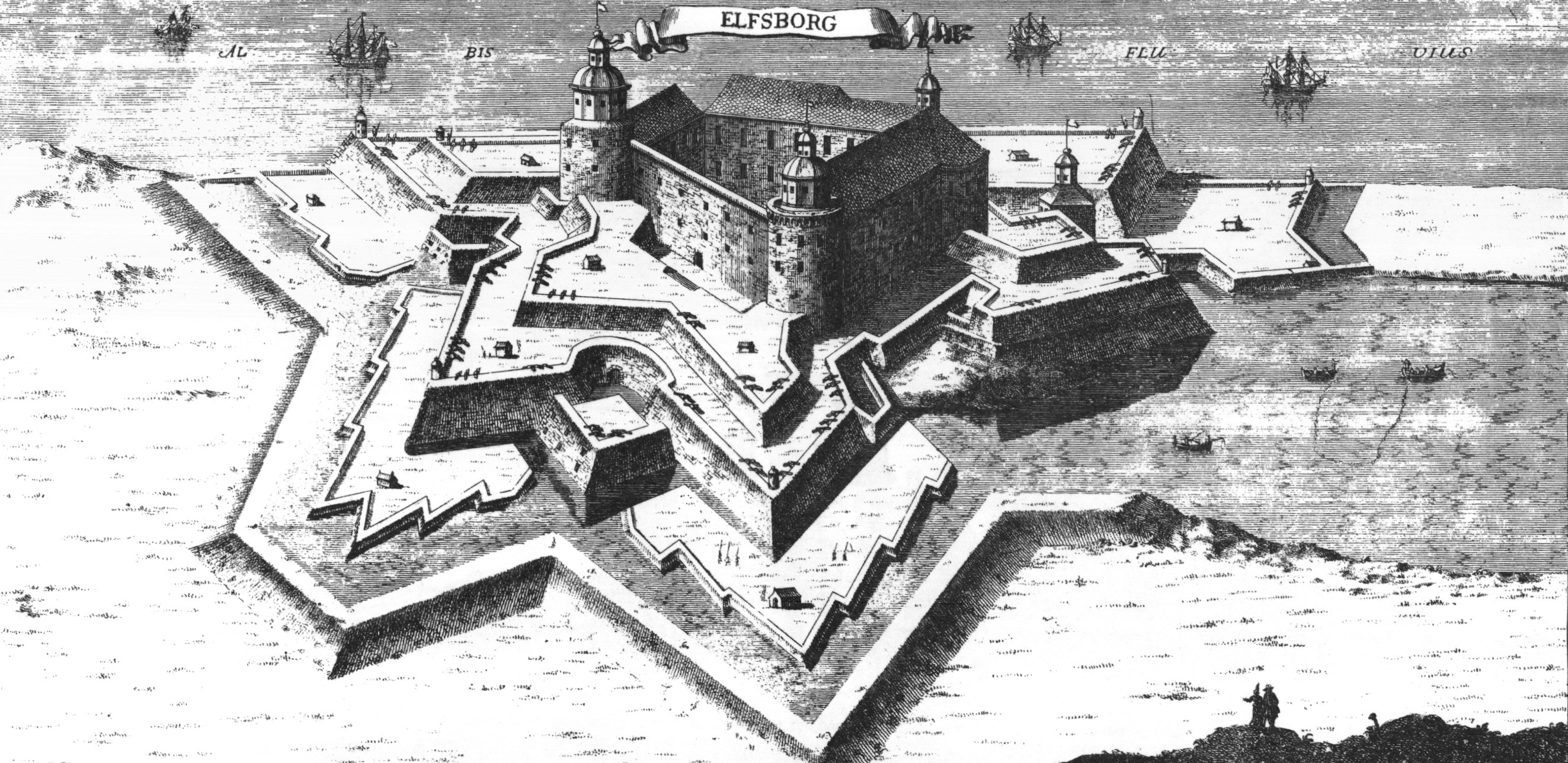

Del castello rimangono solo dei ruderi, l'area è stata più volte scavata dagli archeologi nel corso del 1900, spesso si discute di ripristinare questo monumento storico.